# Spotless Group
Spotless Group est une entreprise spécialisée dans la fabrication et la distribution de produits d'entretien et d'insecticides. Elle possède 18 marques vendues dans 50 pays comme Eau écarlate et K2R. Elle n'a plus d'activité industrielle ou commerciale depuis la prise de participation du groupe Henkel.

## Historique
Spotless Group est créé en 2005, lors du rachat par LBO de la société Eau écarlate par Axa Private Equity (renommé Ardian en 2013). Eau écarlate en devient la filiale française. 
En 2006, Spotless se porte acquéreur de l'entreprise italienne Guaber, spécialisée dans les produits d'entretien, et de l'entreprise irlandaise Punch Industries, qui vend des produits d'entretien pour chaussures. 
En 2008, Spotless prend le contrôle de Dylon international, une entreprise britannique de teinture 
En 2010, Spotless Group est racheté par BC Partners pour un montant qui s'élève à 600 millions d'euros. 
En 2012, les insecticides Catch sont rachetés à Sara Lee.
En 2014, Spotless group est racheté par Henkel pour 940 millions d'euros,.

## Organisation
Le groupe a des filiales dans 8 pays européens :
- Guaber, Italie
- Spotless Hungary, Hongrie
- Punch Industries, Irelande
- Eau Ecarlate, France
- Spotless UK, Royaume-Uni
- Spotless Benelux, Pays-Bas
- Spotless Iberia, Espagne
- Boston Scandinavia, Suède